# Ashton Kutcher
Christopher Ashton Kutcher, bolje poznan kot Ashton Kutcher, ameriški filmski in televizijski igralec, producent ter bivši fotomodel, * 7. februar 1978, Cedar Rapids, Iowa, Združene države Amerike.

## Zgodnje življenje
Christopher Ashton Kutcher se je rodil 7. februarja 1978 v Cedar Rapidsu, Iowa, Združene države Amerike očetu Larryju Kutcherju, ki je delal pri podjetju General Mills in mami Diane (rojeni Finnegan), ki je delala pri podjetju Procter & Gamble. Ima irske korenine po mamini strani. Ima starejšo sestro Tausho in brata dvojčka Michaela, ki je imel, ko sta bila dvojčka še majhna, presaditev srca.
Prvo leto šolanja se je šolal na srednji šoli Washington High School v Cedar Rapidsu, potem pa se je družina preselila v Tiffin, Iowa, kjer je začel šolanje na srednji šoli Clear Creek-Amana High School. V srednji šoli je bil član nogometnega moštva in se pojavil v mnogih gledaliških igrah, ki jih je pripravila njegova šola. Kakorkoli že, njegov brat ima težave s srcem, zato je njegovo življenje doma precej stresno. Kasneje je občutke izrazil z besedami: »Nikoli si nisem želel priti domov in izvedeti še več slabih novic o svojem bratu,« in da se je »tako zaposlil zato, ker si nisem dovolil čutiti«. Priznal je tudi, da je v najstniških letih večkrat načrtoval lastni samomor. Pri trinajstih letih je skušal skočiti iz balkona bolnišnice v Cedar Rapidsu, dokler ni posredoval njegov oče, ki ga je pri tem zalotil. Njegovo življenje doma je postalo še slabše, ko sta se starša pri njegovih šestnajstih letih začela ločevati. V zadnjem letu srednje šole je skupaj z bratrancem nameraval ukrasti nekaj denarja, vendar ju je pri tem ujela policija in oba aretirala. Obsojena sta bila zaradi vloma tretje stopnje in dobila sta tri leta pogojnega izpusta, kar je vključevalo 180 ur storitev za pomoč skupnosti. Kasneje je izjavil, da ga je ta dogodek izučil, saj je izgubil štipendijo za kolidž in svoje dekle, v šoli pa je tako med učitelji kot v svoji družbi prejemal ostre kritike.
V avgustu 1996 se je začel šolati na univerzi University of Iowa. Iz kolidža je bil izključen, saj naj bi bil po mnenju mnogih učiteljev »hrupen« in »podivjan«. Kasneje je povedal: »Mislil sem, da vem vse, vendar v resnici nisem imel pojma! Bil sem zabavljač, skalil sem veliko juter, ne da bi vedel, kaj sem delal prejšnjo noč. Bil sem preveč živahen. Pravzaprav sem začuden, da sem še živ!« Bil je član bratovščine Delta Chi. Da bi zaslužil denar, je med poletjem delal v podjetju General Mills, kjer je takrat delal tudi njegov oče, ter občasno daroval kri za denar. Za to, da bi zaslužil denar, je postal tudi fotomodel. Kmalu za tem je pustil kolidž, se preselil New York, kjer je delal za agencijo International Modeling and Talent Association, vendar se kasneje vrne nazaj v Cedar Rapids. Potem se je preselil v Los Angeles in začel s svojo igralsko kariero. Ima sina Marcela

## Kariera

### Začetek kariere
Po delu za agencijo International Modeling and Talent Association je po izgubi službe (izgubil jo je proti Joshu Duhamelu) leta 1998, je podpisal pogodbo z novo agencijo v New Yorku in nadaljeval s poziranjem, tokrat za Calvina Kleina, preko katere je potoval tudi v Pariz in Milano. Pojavil se je tudi v reklami za podjetje Pizza Hut.

### Preboj
Potem, ko je končal s kariero fotomodela, se je preselil v Los Angeles in odšel na svojo prvo avdicijo, na kateri je dobil vlogo Michaela Kelsa v televizijski seriji Oh, ta sedemdeseta, ki so jo snemali od leta 1998 do leta 2006. Odšel je tudi na avdicijo za film Dannyja Walkerja, Pearl Harbor (2001), vendar vloge ni dobil. Zato pa je dobil vloge v komedijah, kot so Stari, kje je moj avto? (2000), Pravkar poročena (2003) in Ugani, kdo pride na večerjo (2005). V letu 2002 je igral v televizijski seriji Sami doma. Pojavil se je tudi v družinskem filmu Količinski popust, kjer je igral s sabo obsedenega igralca. Leta 2004 je dobil vlogo v filmu Učinek metulja, ki je bila nenavadno resna za njega. Igral je namreč mladeniča, ki se je zaljubil v dekle po imenu Kayleigh; film je v glavnem prejel negativne kritike, vendar je vseeno zaslužil veliko.
Leta 2003 je igral in producira MTV-jevo televizijsko serijo Punk'd. Serija je vključevala skrito kamero, ki je opazovala trike, ki so jih izvajale slavne osebnosti. Bil je tudi so-producent resničnostnih šovov, kot so Piflar in lepotica, Adventures in Hollyhood in Resnični lovci na družice ter televizijske igre Opportunity Knocks. Veliko njegov produkcij, vključno s serijo Punk'd, je vodilo podjetje Katalyst Films, ki ga vodita on in njegov poslovni partner Jason Goldberg.

### Zdajšnji in prihajajoči projekti
Zaradi primankovanja časa za snemanje filma Varuh, je Ashton Kutcher prekinil s snemanjem osme sezone serije Oh, ta sedemdeseta, zato se je v tej sezoni pojavil samo v štirih epizodah na začetku in se potem vrnil v zadnji sezoni serije.
Leta 2008 je poleg Cameron Diaz igral glavno vlogo, Jacka Fullerja, v romantični komediji Toma Vaughana, Dokler naju Jackpot ne loči. Za film je prejel nagrado Teen Choice Award in bil skupaj s soigralko Cameron Diaz nominiran za nagrado Razzie Award.
Bil je tudi eden izmed upravnikov projekta Ooma, ki se je začel v septembru 2007. To je VoIP telefonija, ki je potekala prek interneta. Ustvaril je tudi nekaj vej podjetja Katalyst, ki jih je poimenoval Katalyst Media in jih je ustvaril skupaj s svojim poslovnim partnerjem iz podjetja Katalyst Films, Jasonom Goldbergom. Njuna prva stran je bila stran z animirano risanko Blah Girls.
Produciral in igral je tudi v akcijski komediji Five Killers.
Ob igralcih, kot so Taylor Lautner, Anne Hathaway, Bradley Cooper, Jessica Biel, Taylor Swift, Emma Roberts, Jennifer Garner, Patrick Dempsey in Jamie Foxx smo ga lahko letos videli v filmu Valentinovo.

## Zasebno življenje
Ashton Kutcher je hodil z igralkami January Jones (od leta 1998 do leta 2001), Ashley Scott (od leta 2001 do leta 2002), Monet Mazur (2002) in Brittany Murphy (od leta 2002 do leta 2003). Po razhodu z Brittany Murphy zgodaj leta 2003 je začel z razmerjem z igralko Demi Moore. Par se je poročil 24. septembra 2005 s privatnim obredom, na katerega je prišlo približno sto njunih prijateljev, vključno z Bruceom Willisom, bivšim možem Demi Moore.
Ashton Kutcher ima v lasti italijansko restavracijo Dolce v Atlanti in japonsko restavracijo imenovano Geisha House v Los Angelesu. Je velik oboževalec Chelsee F.C.
Sebe je opisal kot konzervativnega socialnega liberata.
V septembru 2008 so ga imenovali za trenerja nogometnega moštva na šoli Harvard-Westlake School. Kakorkoli že, na to mesto se leta 2009 ni mogel vrniti, saj je bil prezaposlen s snemanjem filma Spread.

### Ashley Ellerin
Bivše dekle Ashtona Kutcherja, Ashley Ellerin, dvaindvajsetletni fotomodel so našli mrtvo v njenem apartmaju v Hollywoodu februarja 2001. Nekaj ur prej je Kutcher pozvonil na njena vrata, da bi se skupaj odpeljala na 43. podelitev nagrad grammy, vendar nihče ni odprl vrat. Ko je skozi okno pogledal v stanovanje, je videl nekaj, za kar je menil, da so madeži rdečega vina. Ellerinino truplo je kasneje tistega dne našla njena sostanovalka in ko je to sporočila Kutcherju, je ta odšel na policijsko postajo, da bi začeli s preiskavo. V avgustu 2008 je policija potrdila, da je bila Ashley Ellerin žrtev serijskega morilca Michaela Gargiula iz Santa Monice, ki je bil kasneje obtožen umora treh žensk.
Leta 2012 se je razšel z igralko Demi Moore ter začel razmerje z igralko Milo Kunis.

### Twitter
16. aprila 2009 je Ashton Kutcher postal prvi uporabnik Twitterja, ki je imel več kot 1,000,000 privržencev, kar je izvedel prek CNN-jevega tekmovanja »Million followers contest«. Kutcher je potrdil, da je prek Twitterja doniral 100.000 ameriških dolarjev za boj proti malariji.

## Filmografija

### Igralec
| Leto      | Naslov                      | Vloga                | Opombe         |
| --------- | --------------------------- | -------------------- | -------------- |
| 1998–2006 | Oh, ta sedemdeseta          | Michael Kelso        | 180 epizod     |
| 1999      | Coming Soon                 | Louie                |                |
| 2000      | Down to You                 | Jim Morrison         |                |
| 2000      | Rop stoletja                | Otrok s kolidža      |                |
| 2000      | Stari, kje je moj avto?     | Jesse Montgomery III |                |
| 2001      | Pa me ustreli!              | Dean Cassidy         | 1 epizoda      |
| 2001      | Texas Rangers               | George Durham        |                |
| 2002      | Sami doma                   | Cousin Scott         | 1 epizoda      |
| 2003–2007 | Punk'd                      | On                   |                |
| 2003      | Pravkar poročena            | Tom Leezak           |                |
| 2003      | Šefova hčerka               | Tom Stansfield       |                |
| 2003      | Količinski popust           | Hank                 | Stranska vloga |
| 2004      | Učinek metulja              | Evan Treborn         | Glavna vloga   |
| 2005      | Ugani, kdo pride na večerjo | Simon Green          |                |
| 2005      | Več kot ljubezen            | Oliver Martin        |                |
| 2005      | Robot Chicken               |                      |                |
| 2006      | Bobby                       | Fisher               |                |
| 2006      | Varuh                       | Jake Fischer         |                |
| 2006      | Sezona lova                 | Elliot               | Glas           |
| 2008      | Miss Guided                 | Beaux                | 1 epizoda      |
| 2008      | Dokler naju jackpot ne loči | Jack Fuller          | Glavna vloga   |
| 2009      | Spread                      | Nikki Harper         |                |
| 2009      | Personal Effects            | Walter Simmons       | Glavna vloga   |
| 2010      | Valentinovo                 | Reed Bennet          |                |
| 2010      | Killers                     | Sam Finnegan         |                |
| 2011      | No Strings Attached         | Adam                 | Glavna vloga   |

### Producent
| Leto      | Naslov                    | Epizoda        | Opombe                   |
| --------- | ------------------------- | -------------- | ------------------------ |
| 2003–2007 | Punk'd                    | 69 epizod      | so-producent             |
| 2003      | Šefova hčerka             |                | so-producent             |
| 2004      | Učinek metulja            |                | so-producent             |
| 2004      | You've Got a Friend       | 8 epizod       | so-producent             |
| 2005–2008 | Piflar in lepotica        | 48 epizod      | so-producent             |
| 2007      | Adventures in Hollyhood   | 8 epizod       | so-producent             |
| 2007      | Miss Guided               | 7 epizod       | so-producent             |
| 2007      | Game Show in My Head      |                | so-producent             |
| 2007      | Resnični lovci na družice | 7 epizod       | so-producent             |
| 2007      | Soba 401                  | 8 epizod       | so-producent             |
| 2008      | Pop Fiction               |                | so-producent             |
| 2008–2009 | Opportunity Knocks        |                | TV serija (so-producent) |
| 2009      | True Beauty               |                | so-producent             |
| 2009      | Five Killers              | pre-produkcija |                          |
| 2009      | The Beautiful Life        | 2 epizodi      |                          |
| 2009      | Spread                    |                |                          |
| 2010      | Valentinovo               |                |                          |

### Videoigre
- Igra Sezona lova kot Elliot (glas)

## Nagrade in nominacije
- Kids' Choice Awards
  - 2004 - Najboljši filmski igralec za Pravkar poročena, Šefova hčerka in Količinski popust - Nominiran
  - 2005 - Najboljši televizijski igralec za Oh, ta sedemdeseta in Punk'd - Nominiran
  - 2007 - Najboljši glasovni igralec v risanki - Nominiran
  - 2004 - Najboljši televizijski igralec za Oh, ta sedemdeseta in Punk'd - Dobil
- People's Choice Awards
  - 2010 - Najboljša spletna zvezda - Dobil
- Las Vegas Film Critics Society Award
  - 2000 - Sierra Award za najboljšega novega igralca za Stari, kje je moj avto? - Nominiran
- MTV Movie Awards
  - 2001 - Najboljši preboj moškega igralca za Stari, kje je moj avto? - Nominiran